# Retour à la vie (film, 1949)
Cet article concerne le film à sketchs. Pour le film de Glenn Gordon Caron, voir Retour à la vie.
Pour les articles homonymes, voir Retour à la vie.
Pour plus de détails, voir Fiche technique et Distribution.
Retour à la vie est un film à sketches français réalisé par Henri-Georges Clouzot, André Cayatte, Georges Lampin, Jean Dréville, sorti en 1949.
Le film est composé de 5 sketches :
- Le retour de Tante Emma d'André Cayatte
- Le retour d'Antoine de Georges Lampin
- Le retour de Jean de Henri-Georges Clouzot
- Le retour de René de Jean Dréville
- Le retour de Louis de Jean Dréville

## Synopsis
Étude sur le retour à la vie normale des prisonniers de guerre et des déportés.
1. Le retour de Tante Emma : de retour - dans un état pitoyable - du camp de Dachau où elle avait été déportée, tante Emma subit la cupidité de sa famille.
2. Le retour d'Antoine : le barman, Antoine, retrouve sa place, mais l'hôtel est réquisitionné par les Wacs (Women's Army Corps) : d'où des complications d'ordre sentimental.
3. Le retour de Jean : Jean Girard, revenu des bagnes nazis, retrouve dans sa médiocre pension de famille, un tortionnaire de la Gestapo. Il fait justice.
4. Le retour de René : difficultés de réadaptation pour René, supposé être le 1 500 000e rapatrié, sa femme l'a quitté, son appartement est occupé. Il est obligé de composer avec celle qui a pris sa place et d'adopter ses enfants.
5. Le retour de Louis : le village qui a vu naître Louis s'insurge, quand il apprend qu'il a épousé une Allemande, mais le suicide est au bout du chemin.

## Fiche technique
- Réalisation : Henri-Georges Clouzot (Le retour de Jean), André Cayatte (Le retour de Tante Emma), Georges Lampin (Le retour d'Antoine), Jean Dréville (Le retour de René et Le retour de Louis)
- Scénario, adaptation et dialogues : Henri-Georges Clouzot et Jean Ferry pour Le retour de Jean - Charles Spaak pour le retour de tante Emma, le retour d'Antoine et le retour de René - Noël-Noël pour le retour de Louis
- Photographie : René Gaveau pour le retour de tante Emma - Nicolas Hayer pour le retour d'Antoine et le retour de René  - Louis Page pour le retour de Jean - Louis Page et Marcel Weiss pour le retour de Louis
- Décors : Emile Alex et Max Douy (pour le retour de Jean)
- Son : Antoine Petitjean (le retour de tante Emma, et le retour de René) - Jacques Lebreton (le retour d'Antoine) - Roger Biard (le retour de Jean)
- Montage : Leonide Azar (le retour de tante Emma et le retour d'Antoine) - Monique Kirsanof (le retour de Jean) - Claude Ibéria (le retour de René) - Boris Lewin (le retour de Louis)
- Musique : Paul Misraki
- Production et Distribution : Les Films Marceau (France)
- Chef de production : Jacques Roitfeld
- Directeur de production : Constantin Geftan
- Format : Noir et blanc - 35 mm - Son mono
- Durée : 112 min
- Genre : Drame
- Première présentation le 14/09/1949
- Affiches : Georges Dastor, Marcel Jeanne (France)

## Distribution

### Le retour de tante Emma
- Bernard Blier : Gaston
- Jane Marken : Tante Berthe
- Lucien Nat : Charles
- Héléna Manson : Simone
- Nane Germon : Henriette
- Madame de Revinsky : Tante Emma

### Le retour d'Antoine
- François Périer : Antoine
- Patricia Roc : Lieutenant Évelyne Sanders
- Tanya Chandler : Capitaine Betty Baxter
- Gisèle Préville : Lieutenant Lilian Stevens
- Janine Darcey : Lieurenant Mary
- Max Elloy : Le vieux barman
- Véra Norman : une officier du WAC

### Le retour de Jean
- Louis Jouvet : Jean Girard, blessé de guerre
- Monette Dinay : Juliette
- Jeanne Pérez : La mère de famille
- Germaine Stainval : Une pensionnaire
- Cécile Dylma : La serveuse
- Noël Roquevert : Le commandant
- Jean Brochard : L'hôtelier
- Léo Lapara : Bernard, le médecin
- Maurice Schutz : Le vieux
- Jo Dest : L'Allemand
- Louis Florencie : Le commissaire
- Georges Bever : Le père de famille
- Jean Sylvère : Un inspecteur

### Le retour de René
- Noël-Noël : René Martin
- Madeleine Gérôme : La jeune veuve
- Suzanne Courtal : La concierge
- Marie-France : La gamine
- Jean Croué : L'oncle Hector
- François Patrice : Le trafiquant
- Lucien Guervil : Le vieux garçon
- André Carnège : Le colonel
- Paul Azaïs : Le capitaine
- Julien Maffre : Un soldat
- Jacques Mattler : Le délégué
- André Bervil : Le barman
- Jacky Gencel : Un gosse
- Jacques Hilling : Un soldat

### Le retour de Louis
Entièrement tourné à Vallangoujard
- Serge Reggiani : Louis
- Cécile Didier : Mme Froment
- Élisabeth Hardy : Yvonne
- Anne Campion : Elsa
- Florence Brière : Une commère
- Paul Frankeur : Le maire
- Léonce Corne : Mr Virolet
- André Darnay : l'instituteur
- Lucien Frégis : L'épicier
- Léon Larive : Jules, le garde
- Madeleine Barbulée
- Jean Landier
- Maurice Derville

et dont le sketch et le rôle sont indéterminés :
- Delly Cousteau
- Mauricette Lhéron

## Distinctions
Le film a été présenté en sélection officielle en compétition au Festival de Cannes 1949.